# 카이라트 지르갈베크 울루
카이라트 지르갈베크 울루(키르기스어: Кайрат Жыргалбек уулу, Kayrat Zhyrgalbek uulu, 1993년 6월 13일 ~ )는 키르기스스탄의 축구 선수로 현재 아브디시아타 칸트에서 미드필더로 활약 중이며 키르기스스탄 축구 대표팀 역대 국제 A매치 최다 출전자이다.